# Alberto Granado

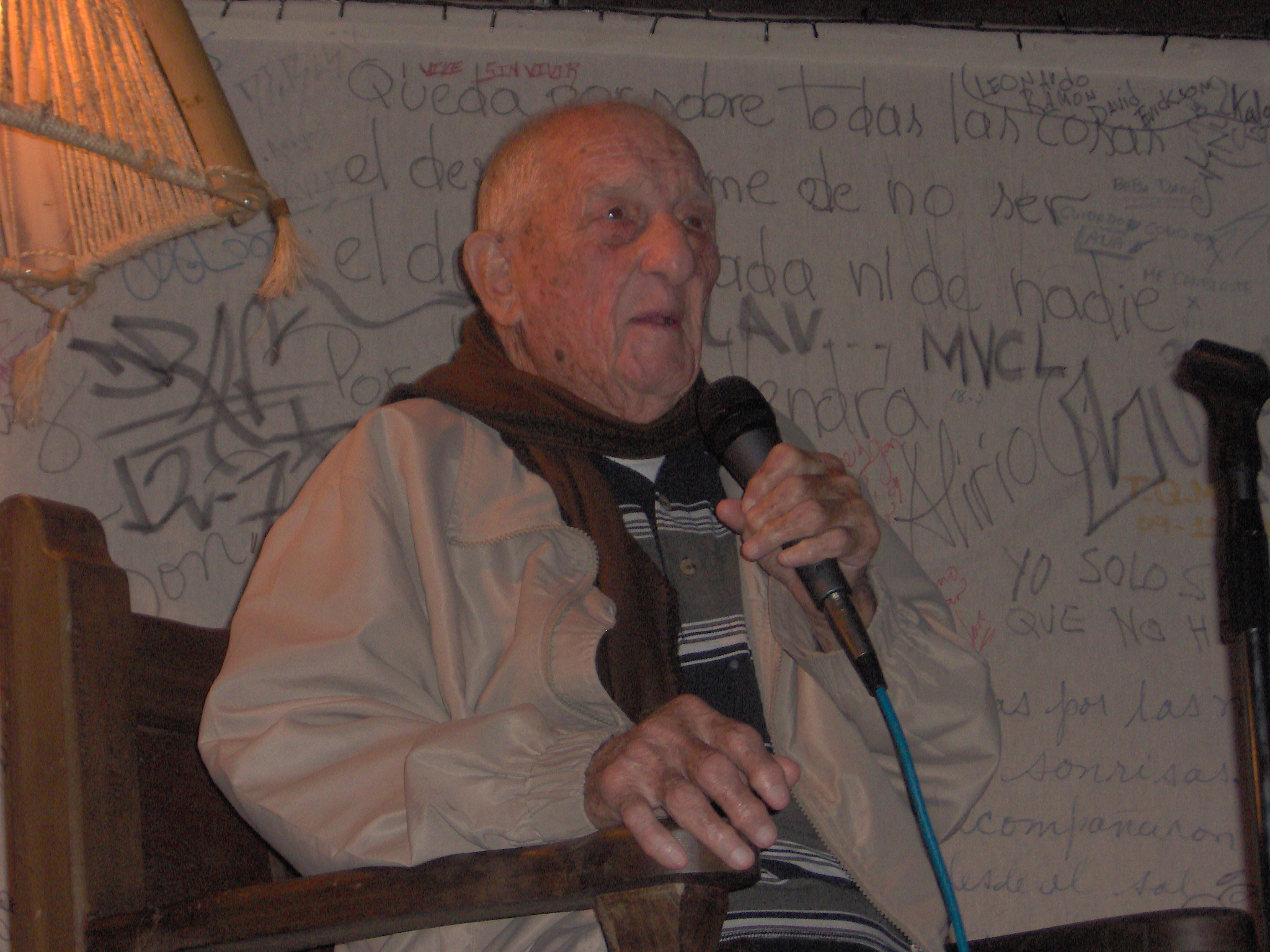
Alberto Granado (2007)

Alberto Granado (* 8. August 1922 in Hernando, Provinz Córdoba, Argentinien; † 5. März 2011 in Havanna, Kuba) war ein argentinischer Biochemiker, der als Che Guevaras Reisegefährte auf dessen Reise durch Südamerika 1952 bekannt wurde.

## Werdegang
Alberto Granado studierte Biochemie an der Universität Córdoba. In Córdoba lernte er 1945 Guevara kennen, mit dem sich eine enge Freundschaft entwickelte. Am 4. Januar 1952 brachen sie in Buenos Aires zu ihrer mehrmonatigen Südamerika-Reise auf. Das Motorrad hatte Granado besorgt. Danach dauerte es acht Jahre, bis sich beide wiedersahen. Guevara lud Granado ein, auf Kuba zu arbeiten. 1961 ließ sich Granado in Havanna nieder. Zuerst war er Professor für Biochemie an der Universität von Havanna, später lehrte er an der Universidad de Oriente in Santiago de Cuba. Granado war Vater eines Sohnes.
Sein Buch Mit Che durch Südamerika (Con el Che por Sudamérica) diente als Grundlage für den Film Die Reise des jungen Che und wurde in mehrere Sprachen übersetzt. Im Film stellt ihn Rodrigo de la Serna als jungen Mann dar und Granado selbst hat einen Cameoauftritt als er selbst in späten Jahren. Man sieht ihn in der letzten Szene des Films, in der Ches Leichnam nach Kuba überführt wird.
Alberto Granado verstarb am 5. März 2011 an Altersschwäche. Seinem letzten Willen folgend, wurde er am 6. März 2011 in Havanna eingeäschert. Seine Asche sollte auf Kuba, in Venezuela und Argentinien verstreut werden.

## Wissenswertes
Alina Fernández, eine Tochter von Fidel Castro und anti-kommunistische Aktivistin, behauptet in ihren Memoiren, Granado habe Mitte der 1960er-Jahre in seiner Funktion als Biochemiker Tierversuche an Kaninchen durchgeführt, bei denen er das Sättigungszentrum im Gehirn ausgeschaltet habe, um die Tiere besser mästen zu können.

## Veröffentlichung
- Mit Che durch Südamerika. Reisebericht. Aus dem Spanischen von Christa Grewe. Vorwort von Horst-Eckart Gross. Weltkreis, Köln 1988, ISBN 3-88142-417-2.